# Saint-Jean-du-Corail
Saint-Jean-du-Corail is een plaats en voormalige gemeente in het Franse departement Manche in de regio Normandië en telt 283 inwoners (1999). De plaats maakt deel uit van het arrondissement Avranches.

## Geschiedenis
De gemeente maakte deel uit van het kanton Mortain totdat dit op 22 maart 2015 werd opgeheven en de gemeenten opgingen in het op die dag opgerichte kanton Le Mortainais. Op 1 januari 2016 fuseerde de gemeente met Bion, Mortain, Notre-Dame-du-Touchet en Villechien tot de commune nouvelle Mortain-Bocage.

## Geografie
De oppervlakte van Saint-Jean-du-Corail bedraagt 14,1 km², de bevolkingsdichtheid is 20,1 inwoners per km².
De onderstaande kaart toont de ligging van Saint-Jean-du-Corail met de belangrijkste infrastructuur en aangrenzende gemeenten.

## Demografie
Onderstaande figuur toont het verloop van het inwonertal (bron: INSEE-tellingen).

Bion · Mortain · Notre-Dame-du-Touchet · Saint-Jean-du-Corail · Villechien